# 対馬 (防護巡洋艦)
対馬（つしま、旧字:對馬）は、日本海軍の防護巡洋艦。
艦名は旧国名で西街道「対馬国」にちなむ。

## 概要
明治30年 (1897年) 度から始まる第二期拡張計画により建造された防護巡洋艦。
横須賀で建造の「新高」と共にイギリス式の設計を採用、3本煙突、2本マストが共に後方に傾斜した艦容は軽快優美だった。
呉海軍造船廠 (後の呉海軍工廠) で建造された本艦は、当時呉で建造された最大の軍艦であった。
日露戦争当時は最新鋭の国産巡洋艦で、第二艦隊編入、
黄海海戦や日本海海戦に参加した。
1921年に巡洋艦籍から海防艦籍へ転籍、以降は華北、華中方面の外地警備に従事、
第一次世界大戦では第一特務艦隊に所属しインド洋、マニラ、シンガポール、喜望峰方面まで派遣された。
1939年に除籍、横須賀海兵団の練習船として使用され、
1944年沈没、
戦後解体された。

## 艦型

### 主要要目
上表は主に竣工年 (1905年) の値。
- 1920年調べの資料では排水量3,410ロングトン (3,465 t)、乗員287名 (船体主要寸法等は1905年時と同じ) となっている[11]。
- 1931年調べの資料では排水量3,120ロングトン (3,170 t)、乗員311名 (船体主要寸法等は1905年時と同じ) となっている[3]。
- 1938年調べの資料では排水量3,688ロングトン (3,747 t) (船体主要寸法、乗員等は記載無し) となっている[4]

1928年公表値
1928年に令達された「艦船要目公表範囲」での公表値は以下の通り。
- 基準排水量 : 3,120ロングトン (3,170 t)
- 常備排水量 : 3,420ロングトン (3,475 t)
- 長さ : 102.01 m
- 幅 : 13.44 m
- 吃水 : 4.90 m
- 速力 : 20.00 ノット
- 乗員数 : 311名
- 端艇 : 7隻

### 機関
機関計画は「新高」と同じになる。

#### 公試成績
1904年2月5日午後に自然通風全力3時間続航標柱間公試を行い平均速力20.2ノットを得た。
また『帝国海軍機関史』に公試成績で6,287馬力、強圧通風で165rpm、20.2ノットの記録がある。

#### 機関の変遷
1914年(大正3年)6月まで、大修理 (機関修理など) を行った。
1920年調で石炭590ロングトン (599 t)の値が残る。

### 兵装
竣工時 (1904年) の兵装は以下の通り。
- 15センチ速射砲[注釈 3] 6門
- 12ポンド速射砲[注釈 4] 10門
- 47mm軽速射砲 4門

魚雷発射管は装備しなかった。

#### 兵装の変遷
1920年-1923年
1920年時点での兵装は以下の通り (1923年調でも兵装は同一)。
- 四一式15センチ砲 6門
- 安式8センチ砲 10門
- 麻式6.5mm機砲 1挺(警備時は2挺)
- 探照灯 3基

1931年-1938年
1931年時点での兵装は以下の通り (括弧内は1938年調による)。
- (40口径)四一式15センチ砲 6門
- (40口径)安式8センチ砲 8門
- 40口径(三年式)8センチ高角砲 1門
- 安式機銃 1挺 (三年式機銃 2挺)
- 探照灯 3基

1928年公表値
1928年の公表値は以下の通り。
- 15センチ砲 6門
- 8センチ砲 9門
- 機銃 2挺
- 探照灯 4基

## 艦歴

### 建造
1900年 (明治33年) 10月に呉で三等巡洋艦1隻製造するよう訓令が出され、
翌1901年 (明治34年) 10月1日に呉海軍造船廠で起工した。
1902年 (明治35年) 12月15日に進水式を行い、
二号三等巡洋艦は「対馬」(旧字で對馬)と命名された。
```
明治三十四年十月此ノ三等巡洋艦ノ構造ヲ始め今ヤ船體ノ成ルヲ告ケ對馬ト命名セラル
[
20
]
```

「対馬」は9時35分に無事進水した。
進水式には前日に海軍兵学校の卒業式に出席していた有栖川宮威仁親王が臨席した。
また同日「対馬」は三等巡洋艦に類別された。
1903年 (明治36年) 
12月の時点で情勢が逼迫しており (翌年2月日露開戦) 、製造予算を増額して竣工予定を翌1904年 (明治37年) 1月末までとした 
(当初は3月31日竣工の予定) 。
1904年 (明治37年) 
2月3日の公試運転中に右舷前部低圧筒クロスヘッドが過熱し、公試運転が中止された。
2月5日午前に大砲公試発射、午後に標柱間公試を行った 
公試の一部が省略され) 、
「対馬」は2月14日に竣工した。

### 日露戦争
日露戦争に参戦、
黄海海戦後には「千歳」と共に巡洋艦「ノーウィック」を追撃し樺太での自沈に追い込んだ。
その他日本海海戦等に参加した。

### 1912年
1912年 (大正元年) 8月28日、二等巡洋艦に等級変更。

### 第一次世界大戦
第一次世界大戦では、スールー海、インド洋、南アフリカ水域での作戦に従事した。
1919年から翌年にかけて、シベリア出兵に伴い沿海州、北樺太警備に従事した。

### 海防艦
1921年 (大正10年) 9月1日二等海防艦に類別変更された。
翌年から1935年 (昭和10年) まで、ほとんど中国警備に従事した。

### 練習艦
1935年 (昭和10年) に横須賀海兵団練習艦に指定され、繋留して使用された。

### 雑役船
1939年 (昭和14年) 4月1日雑役船に編入、横須賀海兵団練習船に指定され、繋留して使用。
翌1940年 (昭和15年) 4月1日、「廃艦第10号」と仮称され、横須賀海兵団練習船、さらに航海学校応急練習船として使用されたが、1944年中ごろ三浦半島大津海岸で雷撃訓練標的として使用し漏水により沈没した。
残骸は戦後解体された。

## 歴代艦長
※『日本海軍史』第9巻・第10巻の「将官履歴」及び『官報』に基づく。階級は就任時のもの。
- 仙頭武央 中佐：1903年10月16日 - 1905年8月31日?
- 西山実親 大佐：1905年8月31日 - 1907年8月5日
- 三上兵吉 大佐：1907年8月5日 - 1908年11月20日
- 森義臣 大佐：1908年11月20日 - 1909年2月20日
- 水町元 中佐：1909年2月20日 - 5月25日
- 高木七太郎 中佐：1909年7月10日 - 12月1日
- （兼）片岡栄太郎 中佐：1910年2月16日 - 3月19日
- （兼）山岡豊一 大佐：1910年3月19日 - 4月9日
- 舟越楫四郎 大佐：1910年4月9日 - 12月1日
- 町田駒次郎 大佐：1910年12月1日 - 1911年11月27日
- 桜野光正 中佐：1911年11月27日 - 12月27日
- 山口鋭 大佐：1911年12月27日 - 1912年5月22日
- 下平英太郎 大佐：1912年5月22日 - 6月29日
- 平賀徳太郎 大佐：1912年9月27日 - 1913年5月24日
- 三輪修三 大佐：1913年5月24日 - 1914年1月24日
- 笠島新太郎 中佐：1914年1月24日 - 不詳
- 別府友次郎 中佐：不詳 - 1915年12月4日
- 松下東治郎 中佐：1915年12月4日 - 1916年12月1日
- 小松直幹 大佐：1916年12月1日 - 1917年12月1日
- 漢那憲和 大佐：1917年12月1日 - 1918年12月1日
- 井上伊之吉 大佐：1918年12月1日[29] - 1919年11月20日[30]
- 丸橋清一郎 中佐：1919年11月20日[30] - 1920年11月12日[31]
- （心得）野村仁作 中佐：1920年11月12日[31] - 12月1日
- 野村仁作 大佐：1920年12月1日[32] - 1921年9月2日[33]
- （兼）副島慶一 大佐：1921年9月2日[33] - 11月1日[34]
- 岸科政雄 大佐：1921年11月1日 - 1922年11月10日
- 池田他人 大佐：1922年11月10日 - 1923年10月20日
- （心得）藤吉晙 中佐：1923年10月20日[35] - 12月1日
- 藤吉晙 大佐：1923年12月1日 - 1924年5月7日
- （心得）津留雄三 中佐：1924年5月7日[36] - 不詳
- 津留雄三 大佐：不詳 - 1924年12月1日[37]
- 梅田三良 大佐：1924年12月1日[37] - 1925年12月1日[38]
- 柳沢恭亮 大佐：1925年12月1日[38] - 1926年7月1日[39]
- 黒羽根秀雄 大佐：1926年7月1日 - 12月1日
- 河村重幹 大佐：1926年12月1日 - 1927年3月1日
- （兼）柳沢恭亮 大佐：1927年3月1日[40] - 1927年4月20日[41]
- 蔵田直 大佐：1927年4月20日 - 11月15日
- 間崎霞 大佐：1927年11月15日[42] - 1928年3月15日[43]
- 伴次郎 大佐：1928年3月15日 - 12月10日
- 佐藤脩 大佐：1928年12月10日 - 1929年11月30日
- 湯野川忠一 大佐：1929年11月30日[44] - 1930年12月1日[45]
- 本田忠雄 大佐：1930年12月1日 - 1932年11月15日
- 松浦永次郎 大佐：1932年11月15日 - 1933年11月15日
- 中村一夫 大佐：1933年11月15日 - 1934年11月1日
- 畠山耕一郎 大佐：1934年11月1日 - 1935年11月15日
- 上野正雄 中佐：1935年11月15日 - 1937年7月1日

## 艦船符号

### 信号符字
- GQNH : 1902年12月15日[46] -